# Geesower Hügel
Der Geesower Hügel ist ein 39,11 ha großes Naturschutzgebiet im Landkreis Uckermark in Brandenburg. Es liegt westlich der B 2 und südlich von Geesow, einem Ortsteil der Stadt Gartz (Oder). Seit dem 1. Mai 1984 steht es unter Naturschutz.